# چرچ هیل (پنسیلوانیا)
چرچ هیل (به انگلیسی: Church Hill) یک منطقهٔ مسکونی در ایالات متحده آمریکا است که در شهرستان میفلن، پنسیلوانیا واقع شده‌است. چرچ هیل ۱٬۶۲۷ نفر جمعیت دارد.